# 西郡茉優
西郡 茉優（にしごおり まひろ、2003年12月19日 - ）は、神奈川県秦野市出身の女子サッカー選手。ノジマステラ神奈川相模原所属。ポジションはミッドフィールダー。

## 来歴
幼稚園時に秦野ＦＣに入団。兄の友人でノジマに所属していた女子選手の先輩の影響で、ノジマステラ神奈川相模原アヴェニーレのセレクションを受け合格。夏の全国大会でのベスト４進出や、中学3年次では上位カテゴリの高校生の冬の大会に出場し、全国ベスト４になった経験した。
2022年にノジマステラ神奈川相模原ドゥーエからトップチームに昇格。ユース在籍中は、2019年にタイで開催された第8回目のAFC U-16女子選手権にて優勝を果たした。
2023年11月、トレーニング中に負傷し、右膝前十字靭帯不全損傷、外側半月板損傷（全治約3ヶ月）の診断を受けた。
2025年6月9日、WEリーグ全日程終了後の移籍を発表。移籍先は岡山湯郷Belle。

## 所属クラブ
- 2009年 - 2013年 秦野FC
- 2013年 - 2016年 FCしらゆりシーガルス
- 2016年 - 2019年 ノジマステラ神奈川相模原アヴェニーレ
- 2019年 - 2022年 ノジマステラ神奈川相模原ドゥーエ（神奈川県立相模原弥栄高等学校）
- 2022年 -2025年6月  ノジマステラ神奈川相模原
- 2025年6月-  岡山湯郷Belle

## 個人成績

### クラブ
| 国内大会個人成績 | 国内大会個人成績         | 国内大会個人成績 | 国内大会個人成績 | 国内大会個人成績 | 国内大会個人成績 | 国内大会個人成績 | 国内大会個人成績 | 国内大会個人成績 | 国内大会個人成績 | 国内大会個人成績 | 国内大会個人成績 |
| 年度             | クラブ                   | 背番号           | リーグ           | リーグ戦         | リーグ戦         | リーグ杯         | リーグ杯         | オープン杯       | オープン杯       | 期間通算         | 期間通算         |
| 年度             | クラブ                   | 背番号           | リーグ           | 出場             | 得点             | 出場             | 得点             | 出場             | 得点             | 出場             | 得点             |
| 日本             | 日本                     | 日本             | 日本             | リーグ戦         | リーグ戦         | リーグ杯         | リーグ杯         | 皇后杯           | 皇后杯           | 期間通算         | 期間通算         |
| ---------------- | ------------------------ | ---------------- | ---------------- | ---------------- | ---------------- | ---------------- | ---------------- | ---------------- | ---------------- | ---------------- | ---------------- |
| 2020             | ノジマステラ神奈川相模原 | 25               | なでしこ1部      | 0                | 0                | -                | -                | 0                | 0                | 0                | 0                |
| 2021-22          | ノジマステラ神奈川相模原 | 24               | WE               | 15               | 1                | -                | -                | 1                | 0                | 16               | 1                |
| 2022-23          | ノジマステラ神奈川相模原 | 24               | WE               | 9                | 0                | 0                | 0                | 1                | 0                | 10               | 0                |
| 2023-24          | 8                        | 6                | WE               | 0                | 5                | 0                | 5                | 0                | 16               | 0                |                  |
| 通算             | 日本                     | 日本             | 1部              | 30               | 1                | 5                | 0                | 7                | 0                | 42               | 1                |
| 総通算           | 総通算                   | 総通算           | 総通算           | 30               | 1                | 5                | 0                | 7                | 0                | 42               | 1                |

1. ↑  2種登録選手
2. ↑  育成組織TOP可選手

- WEリーグ
  - 初出場 - 2021年9月12日 第1節 マイナビ仙台レディース戦 (ユアテックスタジアム仙台)[5]
  - 初得点 - 2021年11月20日 第10節 アルビレックス新潟レディース戦 (相模原ギオンスタジアム)[5]

## 代表歴

### 出場大会
- U-17サッカー日本女子代表
  - 第8回 AFC U-16女子選手権（2019年）